# Усть-Хантайське водосховище
Усть-Хантайське водосховище або Хантайське водосховище (рос. Усть-Хантайское водохранилище) — руслове водосховище ГЕС утворене Усть-Хантайською ГЕС на річці Хантайка. Корисний об'єм становить 13,43 км³, що дозволяє забезпечувати багаторічне і річне регулювання стоку та рівномірність роботи гідроелектростанції. Територіально розташовується в Таймирському Долгано-Ненецькому районі Красноярського краю Росії.

## Загальні відомості
Будівництво Усть-Хантайської ГЕС розпочалося у 1963, закінчено у 1975, початок заповнення водосховища припадає на 1970-ті роки. Після завершення його розміри з півночі на південь склали близько 160 км, до 60 км зі сходу на захід, загальна площа — 2230 км².
Середній приплив води становить приблизно 17,9 км³/рік. При розрахунковому НПР висота водосховища над рівнем моря становить 60 м, при сезонному регулюванні опускається до 52 м
Водосховище починається за 62 км від гирла річки Хантайка, поруч з гідровузлом розташоване селище Снєжногорськ.